# Anoa de les Filipines
L'anoa de les Filipines o tamarao (Bubalus mindorensis) és una espècie de bòvid de mida petita que només viu a l'illa de Mindoro (Filipines). A l'illa també hi ha el seu parent, el búfal asiàtic domèstic, del qual es diferencia sobretot per la seva mida molt més reduïda. També és més pelut, té les banyes més curtes i la cara de color més clar que el seu parent més gran.
Al passat també se'l podia trobar a l'illa de Luzon, però la caça i destrucció del seu hàbitat l'han reduït a uns pocs exemplars que viuen a determinades planúries herbàcies de Mindoro. Per tant, l'espècie es troba en greu perill d'extinció. Actualment és una espècie protegida i se'l considera un símbol de les Filipines.